# Piroscsüngős lebenyesmadár
A piroscsüngős lebenyesmadár (Anthochaera carunculata) a madarak osztályának verébalakúak (Passeriformes) rendjébe, ezen belül a mézevőfélék (Meliphagidae) családjába tartozó faj.

## Rendszerezése
A fajt George Shaw angol zoológus írta le 1790-ben, a Merops nembe Merops carunculata néven.

## Alfajai
- Anthochaera carunculata carunculata (Shaw, 1790) - Ausztrália délkeleti része
- Anthochaera carunculata clelandi (Mathews, 1923) - Kenguru-sziget
- Anthochaera carunculata woodwardi (Mathews, 1912) - Közép-Ausztrália délnyugati és déli része [2]

## Előfordulása
Ausztrália déli részén honos, kóborlásai során eljut Új-Zélandra is. Természetes élőhelyei a szubtrópusi és trópusi síkvidéki és hegyi esőerdők, lombhullató erdők, mérsékelt övi erdők, szavannák és cserjések, valamint vidéki kertek és városi régiók.

## Megjelenése
Testhossza 37 centiméter, a testtömege 100–120 gramm. A tojó kicsit kisebb, mint a hím. Vékony testalkatú madár, hosszú farokkal és erős csőrrel. Tollazata barnásfehér, felül sötétebb, hasa sárga. Jellemző bélyege az állán levő rózsaszínes színű csüngő bőrlebeny, melyről a nevét is kapta.
|  |

## Életmódja
A költési időszakon kívül rajokban kóborol, miközben virágzó bokrokat és fákat keres. A virágokból kiszívja a nektárt, közben repülő rovarokat is fog, ezen kívül pókokat és egyéb ízeltlábúakat is fogyaszt.

## Szaporodása
Június végén foglalja el a költőterületét, ahol párosával él. A költési időszak júliustól decemberig tart. A két szülő közösen építi meg csésze alakú fészkét, amely faágakon készül fűből, és tollakkal, szőrrel vagy finom növény rostokkal bélélt. A tojó általában 2 tojást rak, amelyeket a hímmel felváltva 14-16 nap alatt költ ki. A két szülő közösen eteti a fiókákat, főleg pókokkal. A fiatal madarak 18 napos korukban hagyják el a fészket.

## Természetvédelmi helyzete
Az elterjedési területe rendkívül nagy, egyedszáma pedig stabil. A Természetvédelmi Világszövetség Vörös listáján nem fenyegetett fajként szerepel.

## További információ
- Képek az interneten a fajról
- Internet Bird Collection - videó a fajról
- Xeno-canto.org - a faj hangja és elterjedési térképe